# Windpark Hilpensberg
Der Windpark Hilpensberg ist ein Windpark bei Denkingen, einem Ortsteil von Pfullendorf im Landkreis Sigmaringen in Baden-Württemberg.

## Lage
Der Windpark Denkingen liegt nur etwa 500 Meter von WEA 1 entfernt und verläuft parallel in Nord-Süd-Richtung zum Windpark Hilpensberg. Der Ortsrand von Hilpensberg befindet sich circa 600–700 Meter westlich von WEA 1, während Oberhaslach etwa 580 Meter östlich von WEA 3 liegt. Der Windpark liegt rund fünf Kilometer südlich von Pfullendorf und gut fünf Kilometer nördlich von Heiligenberg.

## Anlagen
Der Windpark Hilpensberg besteht aus drei Windenergieanlagen des Herstellers Vensys vom Typ VE120. Jedes dieser Windräder verfügt über eine Nennleistung von 3 MW. Mit einem Rotordurchmesser von 119,9 Metern und einer Nabenhöhe von 120 Metern erreichen die Anlagen eine Gesamthöhe von ca. 179,95 Metern (120 m Nabenhöhe + 119,9 m Rotordurchmesser / 2). Die Anlagen sind getriebelos konzipiert.
Die Anlagen schalten sich bei einer Windgeschwindigkeit von 3 m/s ein und bei 22 m/s ab. Sie sind für einen Betriebstemperaturbereich von −20 °C bis +40 °C ausgelegt. Im leistungsoptimierten Betrieb beträgt der Schallleistungspegel 105 dB(A).
Der Rotor hat einen Durchmesser von 119,9 Metern und dreht sich im Uhrzeigersinn. Er ist mit Blättern vom Typ LM 58,7 ausgestattet, deren Leistungsregelung über Pitch-Systeme erfolgt. Als Primärbremssystem dient eine dreifach redundante Einzelblattverstellung, während eine hydraulische Haltebremse mit Arretierbolzen als zusätzliche Sicherheit dient. Die Blattverstellung erfolgt über einen wartungsarmen, schmierungsfreien Zahnriemenantrieb.
Der Generator ist ein direktangetriebener, permanenterregter Synchrongenerator. Das Generatorkühlsystem mit Luft-Luft-Wärmetauschern ist vollständig gekapselt, was Schutz vor salzhaltiger und feuchter Luft, Staub und Schmutz bietet. Die Windnachführung wird durch elektrische Getriebemotoren mit hydraulischen Bremszangen realisiert. Ein IGBT-Vollumrichter sorgt für die Netzeinspeisung. Der Turm, eine Stahlrohr-Hybridkonstruktion (Beton/Stahl), hat eine Nabenhöhe von 120 Metern.
| Foto |                 | Baujahr | Name             | Standort | Beschreibung                                                                                        | Metadaten                                              | Einzelnachweise |
| ---- | --------------- | ------- | ---------------- | -------- | --------------------------------------------------------------------------------------------------- | ------------------------------------------------------ | --------------- |
| BW   | Datei hochladen | 2017    | WEA 1 · Wikidata | Standort | Inbetriebnahme: 31. März 2017 1 Rotorblatt wurde im August 2018 nach einem Blitzschlag ausgetauscht | P84(Architekt): P131(Ort):Pfullendorf Region-ISO:DE-BW | [ 4 ] [ 5 ]     |
| BW   | Datei hochladen | 2017    | WEA 2 · Wikidata | Standort | Inbetriebnahme: 31. März 2017                                                                       | P84(Architekt): P131(Ort):Pfullendorf Region-ISO:DE-BW | [ 6 ]           |
| BW   | Datei hochladen | 2017    | WEA 3 · Wikidata | Standort | Inbetriebnahme: 31. März 2017                                                                       | P84(Architekt): P131(Ort):Pfullendorf Region-ISO:DE-BW | [ 7 ]           |